# Rankin, Texas
Rankin là một thành phố thuộc quận Upton, tiểu bang Texas, Hoa Kỳ. Năm 2010, dân số của xã này là 778 người.

## Dân số
- Dân số năm 2000: 800 người.
- Dân số năm 2010: 778 người.